# Цибуля-трибулька
Цибу́ля-трибу́лька (Allium schoenoprasum L.) — багаторічна рослина роду цибуля підродини цибулевих. Має тонкі шилоподібні трубчаті листки.

## Назви

### Українські
- Цибу́ля-трибу́лька[2]
- Лук зрізованець[2]
- Трибу́лька[2]
- Цибу́ля скорода́[2]
- Часни́к по́ровий[2]
- Чісник зрізованець[2]
- Зрі́зова́нець[2]
- Ката(и)ни́ця[2]
- Лук-цибуль[2]
- Орішець[2]
- По́різі[2]
- Прирі́з[2]
- Різанка[2]
- Скорода[2]
- Требу́лька[2]
- Трембу́лька[2]
- Тримбу́лька[2]
- Тримбу́х[2]
- Часни́к за́ячий[2]

### Інші
- Шніт[3] (нім. Schnittlauch; рос. шни́тт-лук)

## Опис
На заплавних луках, по долинах річок у травні — липні рожевіють кулясті парасольки суцвіть дикої цибулі — скороди, або різанця. Маленькі квіточки її мають по шість пелюстків, шість тичинок і одній маточці. Тонкі світло-зелені блискучі листки — пір'я цибулі, зрізані, відростають по декілька разів на літо.
Галуження цієї цибулі дуже сильне. На третій рік одна рослина дає до 50 гілок. Цибулина несправжня, має тільки відкриті соковиті луски, які зовні покриті лусками фіолетово-червоного кольору.
Цибуля-шніт відрізняється високою холодостійкістю. Росте на родючих, достатньо зволожених ґрунтах. Агротехніка аналогічна агротехніці цибулі-батун. Прибирають листя у 2-3 строки з середини травня по жовтень. Вирощують його не тільки на зелень, а і як декоративну і медоносну рослину. Якщо багаторічні кущі цибулі шніт пересадити в ящики або вазони, можна отримувати зелень в кімнатних умовах.
Розмножують цибулю шніт головним чином, поділом куща, але можна вирощувати її також висівом насіння в ґрунт та розсадою. Урожайність становить 4,5-5,5 кг з 1 м².

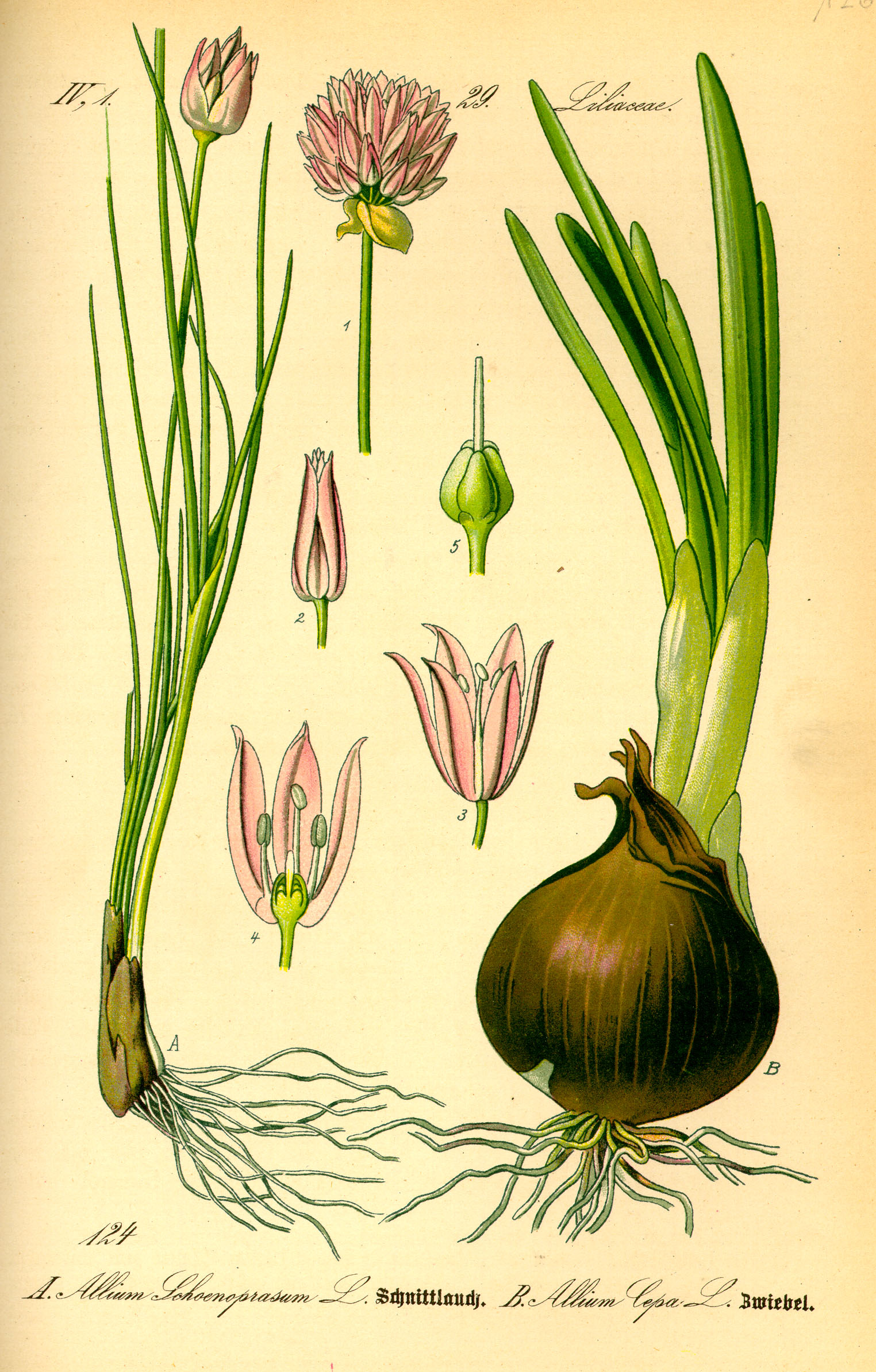
Цибуля
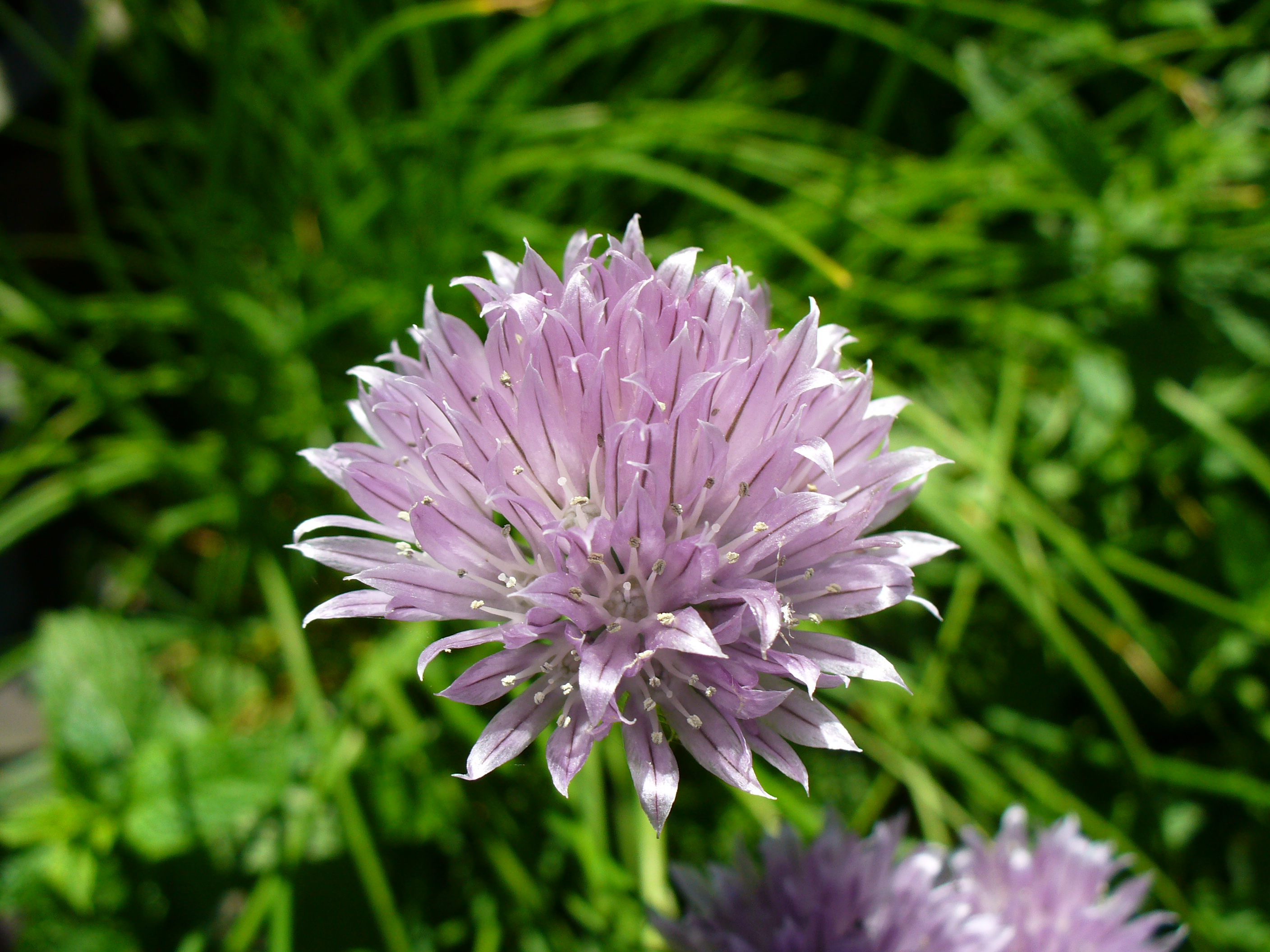
Квіти
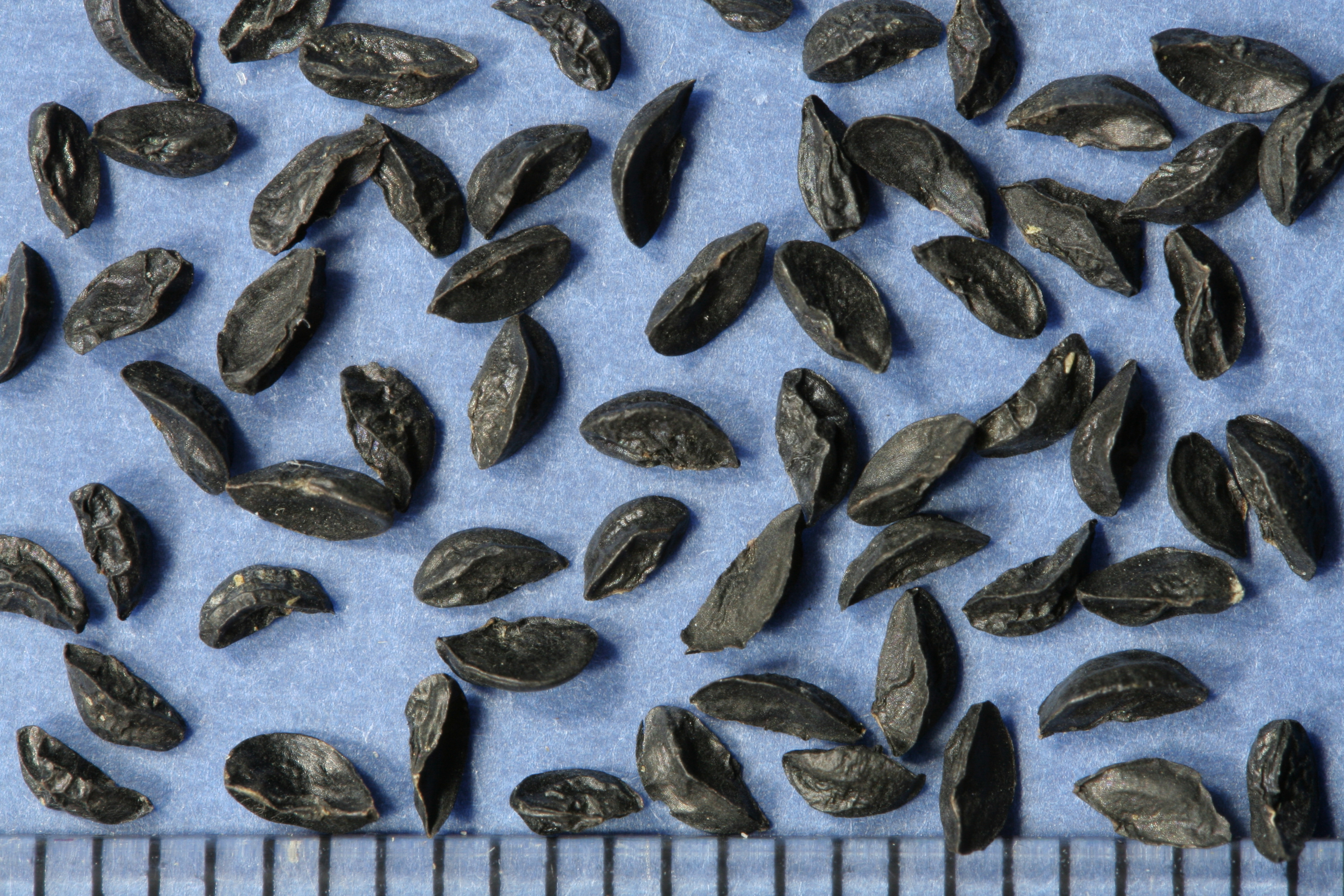
Насіння
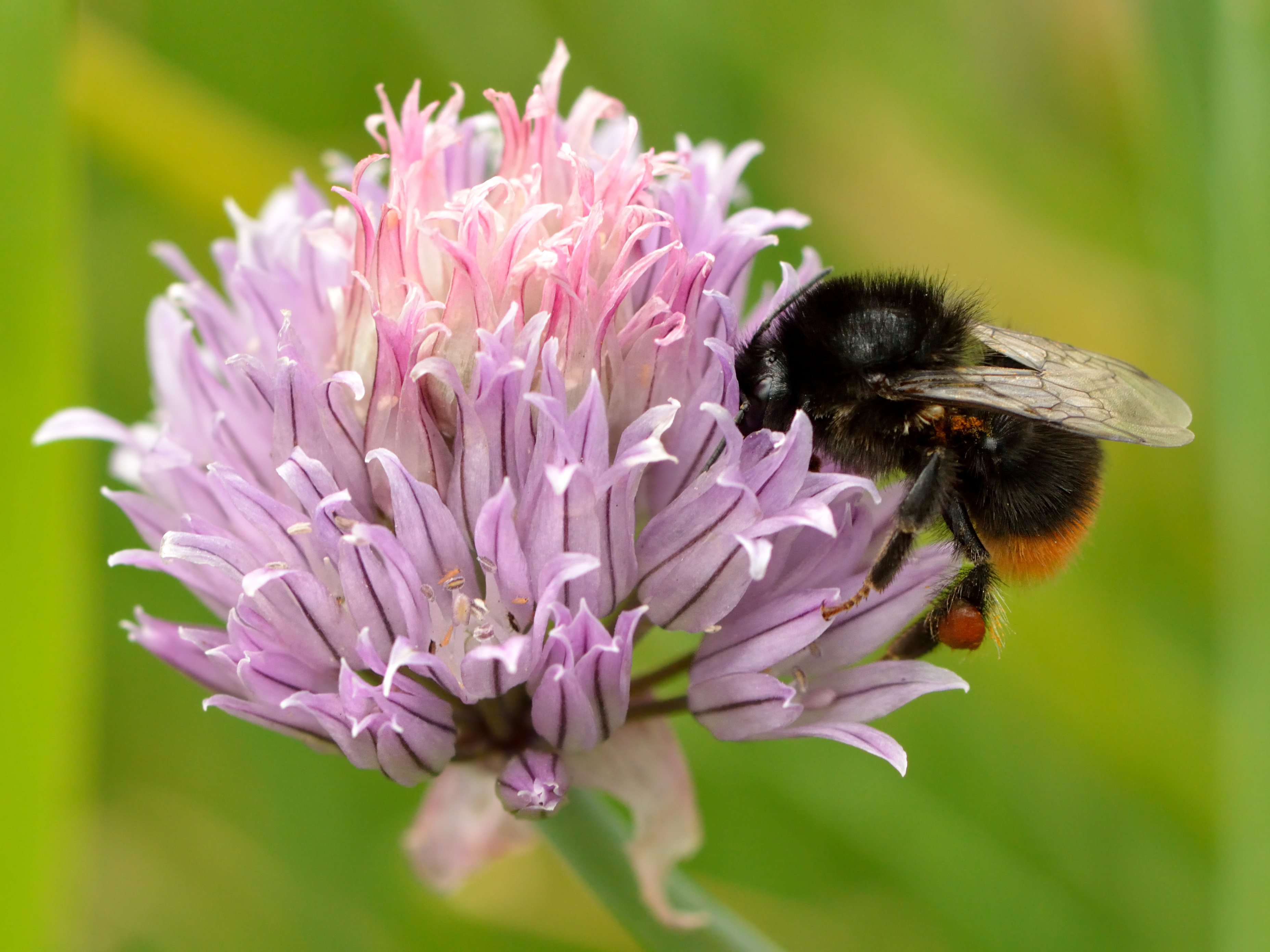
Bombus lapidarius на квітах

## Підвиди
- Цибуля-трибулька Allium schoenoprasum
  - Цибуля-трибулька ряснолиста Allium schoenoprasum var. foliosum